# ことわざパロディ
ことわざパロディは、ことわざをもじって、面白く、可笑しくしたものである。

## 概要
もともとがリズムを持った口調のよい言葉なので、その良さと言葉の置き換えによる意味の変化、あるいはその内容の変さが笑いに繋がる。漫才やコントで使われる他、新聞記事の見出し等に使われることもある。
「1960年代には日本のSF作家の間でも流行った」と筒井康隆が記しており、その時の産物のひとつ『狂気の沙汰も金次第』は彼の作品中にも何度か使われている。ちなみに、星新一のそれが秀逸であった由。
2008年に発刊された文藝春秋の日本語特集号では、詩人の森真紀が創作したことわざパロディが紹介されている。なお、森真紀はことわざパロディの専門書である『悪妻盆に帰らず』（まどか出版、2004年）、『日本語ごっこ』（まどか出版、2005年）も執筆している。

## ことわざパロディの例
※括弧内はもとになったことわざ
- 天才は忘れた頃にやってくる・天災と逃げ馬は忘れた頃にやってくる（天災は忘れた頃にやってくる）[注 1]
- 命あってのもの（命あっての物種）[注 2]
- 損して徳とれ（損して得とれ）[注 3]

作品タイトルでは、『花より男子』（花より団子）、『渡る世間は鬼ばかり』（渡る世間に鬼はなし）などがある。
なお、厳密にはことわざパロディとは異なるが、たとえば「赤信号 みんなでわたればこわくない」（ツービート）は標語の形を踏襲しつつ内容は異質な物である。ちなみに、これをさらにもじったものに『ひとりで渡ればあぶなくない』（森毅の著書のタイトル。1989年、筑摩書房）がある。

## ことわざパロディを扱った書籍
- 『悪妻盆に帰らず―ことわざウラ世界 上』森真紀、まどか出版、2004年　ISBN 4944235194
  - 『日本語ごっこ―ことわざウラ世界 特上』森真紀、まどか出版、2005年　ISBN 4944235267
- 『にせニセことわざずかん』荒井良二、のら書店、2004年　ISBN 493112920X
- 『新迷解 ポケモンおもしろことわざ』-ことわざの動物名などをポケモン名に当てはめたもの。げゑせんうえの、あさだみほ、篠崎晃一、小学館、2006年　ISBN 4092271034
  - 『新迷解 もっと!ポケモンおもしろことわざ』げゑせんうえの、あさだみほ、篠崎晃一、小学館、2011年　ISBN 978-4092271555（『新迷解 ポケモン〜』の続編）
- 『適当男のカルタ〜純次のことわざブック〜』高田純次、青山出版社、2007年　ISBN 9784899980841
- 『プロ野球ことわざリーグ』カネシゲタカシ、野球大喜利、宝島社、2013年　ISBN 9784800218452
- 『ぐでたま哲学』サンリオ、大和書房、2014年　ISBN 9784479670858